# Pericles de Oliveira Ramos
Pericles de Oliveira Ramos (* 2. Januar 1975) ist ein ehemaliger brasilianischer Fußballspieler.

## Karriere
Pericles begann seine Karriere 1991 bei SE Matsubara. 1998 unterschrieb er einen Vertrag beim japanischen Erstligisten Cerezo Osaka. Für den Verein bestritt er 55 Erstligaspiele. Von 2003 bis 2004 war er bei Sagan Tosu und SC Tottori unter Vertrag.
Mit der brasilianischen Nationalmannschaft qualifizierte er sich für die U-17-Weltmeisterschaft 1991.